# Fissidentalium actiniophorum
Fissidentalium actiniophorum is een Scaphopodasoort uit de familie van de Dentaliidae. De wetenschappelijke naam van de soort is voor het eerst geldig gepubliceerd in 1997 door Shimek.